# سحلبي (لون)
سحلبي هو اللون المتدرج من اللون الأرجواني المتشبع الساطع حيث يعتبر لون بعض الأزهار المنتمية لجنس نبات السحلبية.

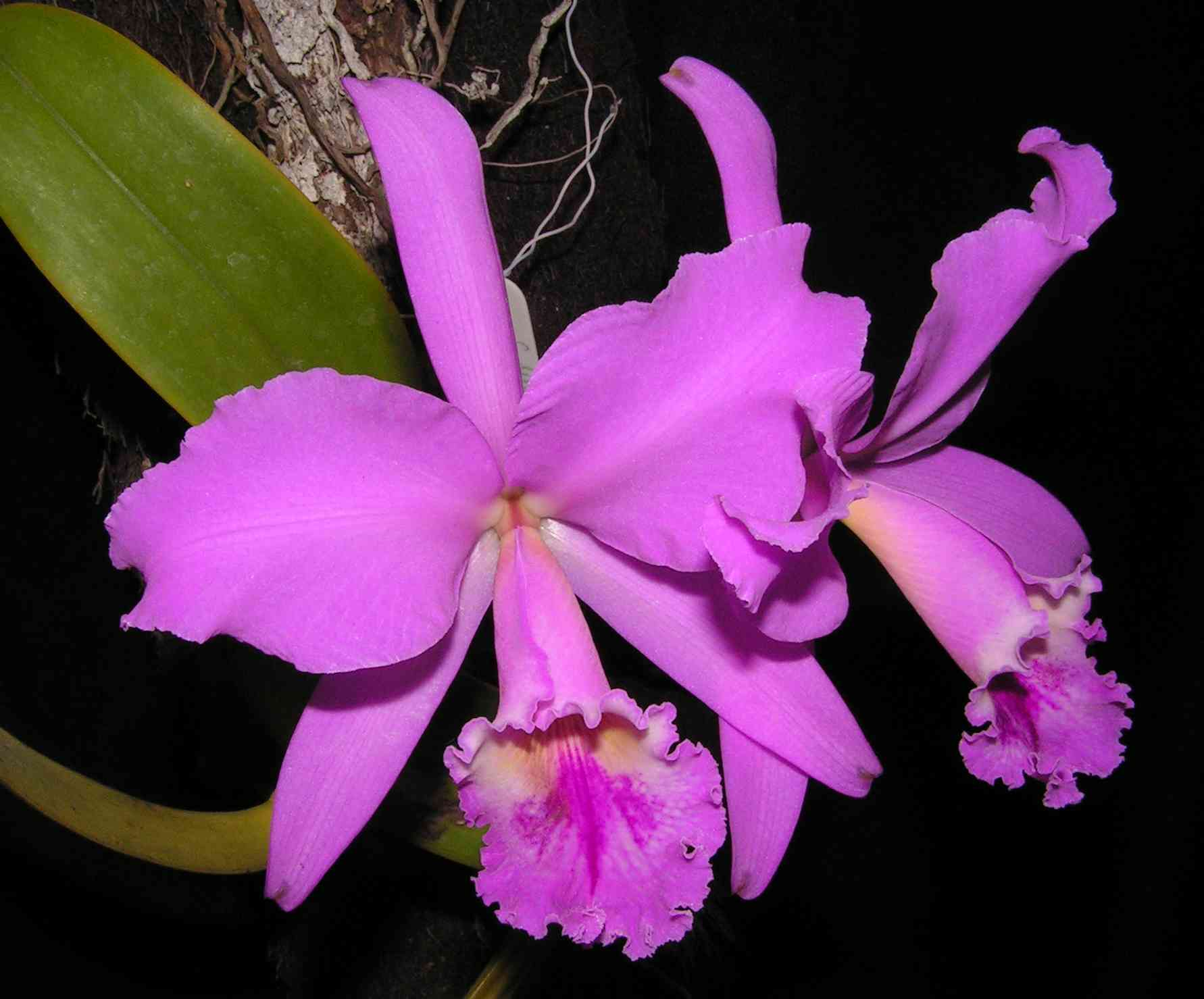
أحد أزهار نبات السحلب

تدرجات اللون السحلبي تتدرج من الأرجواني الرمادي إلى اللون الأرجواني الوردي إلى الأرجواني المُحمر.